# René Redzepi

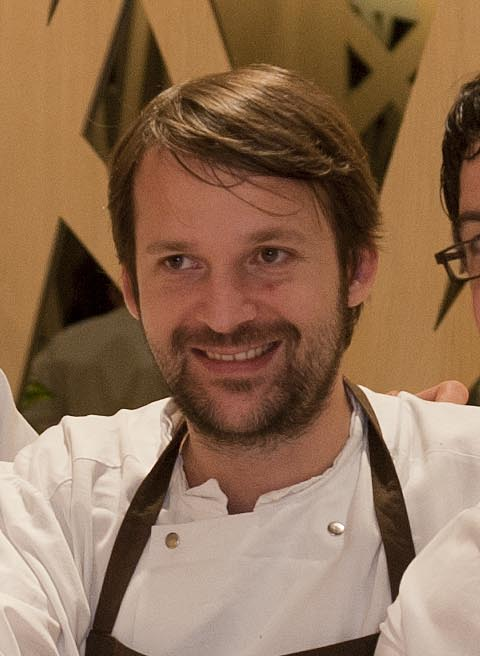
René Redzepi im Restaurant Zaldiaran (Vitoria-Gasteiz). (2011)

René Redzepi (* 16. Dezember 1977 in Kopenhagen) ist ein dänischer Koch. Er ist Küchenchef und Mitbesitzer des Restaurants Noma in Kopenhagen, das 2010, 2011, 2012, 2014 und 2021 von der britischen Fachzeitschrift Restaurant als „bestes Restaurant der Welt“ ausgezeichnet wurde. Außerdem betreibt er die Restaurants Barr und 108.

## Werdegang
Redzepi hat einen albanischen Vater aus dem heutigen Nordmazedonien und eine dänische Mutter. Nach Redzepis Geburt zog seine Familie mit ihm nach Mazedonien im damaligen Jugoslawien, wo er bis zum Beginn der Jugoslawienkriege aufwuchs.
Von 1993 bis 1997 arbeitete er unter Philippe Houdet in dem mit einem Michelin-Stern ausgezeichneten Restaurant Pierre-André in Kopenhagen. Dann bildete er sich bei verschiedenen großen Köchen weiter, bei Thomas Keller im The French Laundry in Kalifornien, bei den Brüdern Pourcel im Le Jardin des Sens in Frankreich und in Ferran Adrias weltberühmtem Restaurant El Bulli in Spanien. Ende 2001 kehrte er nach Kopenhagen zurück, um als Souschef im Restaurant Kong Hans Kælder bei Thomas Rode Andersen zu arbeiten.
Im November 2003 eröffnete er sein Restaurant Noma im Speicher Nordatlantens Brygge in Kopenhagen-Christianshavn. 2005 wurde es mit dem ersten und 2007 mit dem zweiten Michelin-Stern ausgezeichnet.
Im September 2004 organisierten Redzepi und Claus Meyer, Miteigner des Noma, das Neue-Nordische-Küche-Symposium, bei dem Köche ein Manifest entwarfen, das in seiner Gesamtheit durch den Nordischen Ministerrat verabschiedet wurde. Redzepi tourte sieben Wochen durch die nordischen Staaten, um die nordische Küche zu studieren. Er fand besondere Produkte wie Pferdemuscheln und Tiefseekrabben von den Färöern, Algen, Skyr aus Island und Moschusochsen aus Grönland, Birkensaft, arktische Brombeeren oder Moltebeeren.
Im Januar 2023 verkündete Redzepi, er werde das Noma Ende 2024 schließen.
René Redzepi ist verheiratet und Vater dreier Töchter. Seine Frau Nadine Levy Redzepi ist unter anderem als Kochbuch-Autorin tätig.

## Auszeichnungen
- 2005: ein Michelin-Stern
- 2007: zwei Michelin-Sterne
- 2010: „Bestes Restaurant der Welt“ des Restaurant Magazine
- 2011: „Bestes Restaurant der Welt“ des Restaurant Magazine
- 2012: „Bestes Restaurant der Welt“ des Restaurant Magazine
- 2014: „Bestes Restaurant der Welt“ des Restaurant Magazine
- 2021: „Bestes Restaurant der Welt“ des Restaurant Magazine
- 2021: drei Michelin-Sterne

## Publikationen
- René Redzepi, Claus Meyer: Noma. Nordisk mad. 4. Auflage. Politikens Forlag, Kopenhagen 2006, ISBN 87-567-7539-3 (dänisch).
- René Redzepi: Noma. Time and Place in Nordic Cuisine. Phaidon Press, London 2010, ISBN 978-0-7148-5903-3 (englisch).
  - Übersetzung von Susanne Schmidt-Wussow und Michael Windgassen: Noma. Zeit und Ort in der nordischen Küche. Edel Verlag, Hamburg 2011, ISBN 978-3-8419-0120-0.
- René Redzepi: A Work In Progress. Phaidon Press, London 2013, ISBN 978-0-7148-6691-8 (englisch).
- René Redzepi, David Zilber: Das Noma-Handbuch Fermentation, Antje Kunstmann Verlag, München 2019, ISBN 978-3-95614-293-2.